# The Life of Sir John Oldcastle

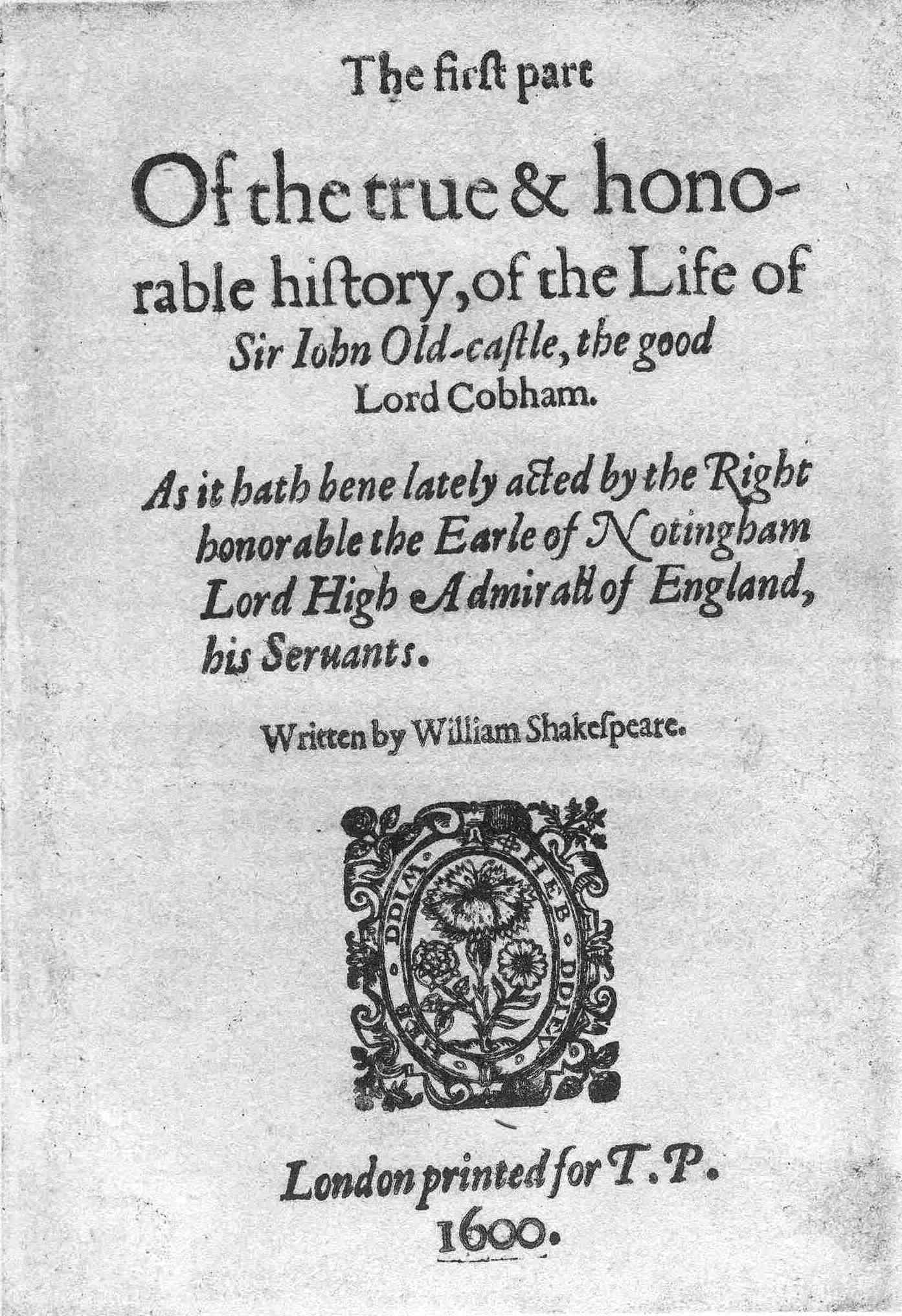
Titelblatt des Drucks von 1619. Fälschlicherweise mit falschem Erscheinungsdatum und falschem Autor versehen.

The Life of Sir John Oldcastle, auch The First Part of the True and Honourable History of the Life of Sir John Oldcastle, the good Lord Cobham, ist ein englisches Renaissancedrama. Das Stück stammt von Anthony Munday und Michael Drayton, Robert Wilson und Richard Hathwaye, die es für die Theatergruppe der Admiral’s Men schrieben. Es wurde 1599 erstmals aufgeführt und 1600 gedruckt. Ein zweiter Teil zu dem Stück scheint existiert zu haben, ist jedoch verloren gegangen. Das in seiner Zeit sehr erfolgreiche Stück wurde später teilweise als Stück William Shakespeares veröffentlicht.

## Inhalt
The Life of.. spielt kurz nach dem Regierungsantritt des englischen Königs Heinrich V. Dieser plant eine Invasion Frankreichs, muss davor aber erst seine Macht in der Heimat konsolidieren und verschiedene Bedrohung bekämpfen. Das Stück zeigt Oldcastle als Vorläufer der Reformation, der durch die Korruption der katholischen Amtskirche in einen Proto-Protestantismus getrieben wird. Dadurch setzt er sich dem Zorn des Bischofs von Rochester aus, der Oldcastle verfolgt. Als Lollarde soll Oldcastle Teil der Verschwörung gegen den König werden. Oldcastle weigert sich jedoch nicht nur, teilzunehmen, sondern versucht sogar König Heinrich zu warnen. Heinrich, durch seine Berater in die Irre geführt, unternimmt nichts um Oldcastle zu retten. Das Stück endet mit einer dramatischen Flucht aus dem Tower of London und einer Gerichtsverhandlung. Oldcastle gelingt es vor einem weltlichen Gericht freigesprochen zu werden, und nach Wales zu fliehen. Die Handlung setzten sich im Zweiten Teil des The Life of... fort, von dem jedoch kein Inhalt überliefert ist.

## Entstehung
Es handelt von John Oldcastle. Dieser war ein Freund von Heinrich V., aber auch Häretiker und Anführer der Lollarden. Das Stück war eine Auftragsarbeit der politischen Verbündeten von William Brooke, 10. Baron Cobham. Der reale Oldcastle war ein Vorfahr Cobhams. Durch ein Theaterstück einer prominenten Londoner Bühne versuchten sie Cobhams Ansehen bei der Königin und wichtigen Hofbeamten zu steigern. Ebenso war es eine Antwort auf Shakespeares Drama Heinrich IV. In diesem taucht der historische Oldcastle verfremdet als Charakter Falstaff auf, der sich durch seine Trunk- und Fresssucht auszeichnet. The Life of.., aufgeführt von der rivalisierenden Theatergruppe der Lord Chamberlain’s Men zu Shakespeares sollte diese Charakterisierung etwas entgegensetzen.
Die Autoren erhielten am 16. Oktober 1599 eine Bezahlung von 10 Pfund und dann Anfang November des Jahres noch einmal zehn Schilling „als Geschenk“. Sowohl der Bonus als auch die Druckausgabe nur ein Jahr nach Entstehung des Stücks deuten auf einen Publikumserfolg hin.
Dieselben Unterlagen, die die Bezahlung für „the First Part“ bezeugen, weisen auch eine Zahlung von vier Pfund für den zweiten Teil aus. Die Theatertruppe machte auch im März 1600 Anschaffungen für das Stück. Bei der Stationers’ Company ging ebenso ein Antrag auf Druck des Stückes ein. Das Nachfolgestück ist jedoch verloren und über seinen Inhalt nichts überliefert.

## Als Shakespeares Stück
Über die Jahrhunderte wurde das Stück oft als Werk Shakespeares angesehen. Schuld daran ist eine Fälschung aus dem Jahr 1619, die Shakespeare als Verfasser angibt. Der Druck war Teil einer nicht autorisierten Shakespeare-Werkausgabe, der sogenannten False Folio. Durch die weite Verbreitung dieses Drucks wurde vielfach der Autorenname Shakespeare mit überliefert, so dass beispielsweise die beiden deutschen Shakespeare-Übersetzer Ludwig Tieck und August Wilhelm Schlegel das Werk als Shakespeare-Stück ansahen. Während Schlegel das Stück für eines der besten und reifsten Stücke Shakespeares hielt, war die Nachwelt weniger gnädig. Die meisten Kritiker seit dem 19. Jahrhundert beschreiben es als ermüdenden und anstrengenden pseudo-Shakespeare, bei dem nicht eine einzige Zeile hätte von Shakespeare selber sein können.